# Beatrice Mintz
Beatrice Mintz (Nova Iorque, 24 de janeiro de 1921 - 3 de janeiro de 2022) foi uma bióloga geneticista, embriologista e pesquisadora do câncer estadunidense.

## Vida
Mintz obteve em 1941 sua graduação em biologia no Hunter College em Nova Iorque, em 1944 um mestrado na Universidade de Iowa em Iowa City, onde também obteve em 1946 um doutoramento. Entre 1946 e 1960 foi professora de biologia na Universidade de Chicago, antes de ir para o Institute for Cancer Research (mais tarde Fox Chase Cancer Center) em Filadélfia. Desde 1965 é professora catedrática na Universidade da Pensilvânia.

## Obras
Mintz desenvolveu métodos para combinar embriões de camundongos gerando assim quimerismos. Mediante infiltração de DNA de vírus no genoma produziu os primeiros ratos transgênicos. Mintz mostrou que certas células tumorais infiltradas em embriões de ratos perdem suas características de malignidade.
Mintz conseguiu pela primeira vez implantar células-tronco em cultura celular. Desenvolveu o primeiro organismo modelo do melanoma.

## Condecorações selecionadas
- 1973 membro da Academia Nacional de Ciências dos Estados Unidos
- 1979 Prêmio Rosenstiel[1]
- 1981 Medalha Genetics Society of America[2]
- 1982 membro da American Philosophical Society[3]
- 1982 membro da Academia de Artes e Ciências dos Estados Unidos[4]
- 1986 membro da Pontifícia Academia das Ciências[5]
- 1988 Prêmio Amory da Academia de Artes e Ciências dos Estados Unidos
- 1990 Medalha de Ouro Ernst Jung de Medicina
- 1996 Prêmio March of Dimes de Biologia do Desenvolvimento (com Ralph Lawrence Brinster)[6]
- 2007 Prêmio Pearl Meister Greengard
- 2011 Prêmio Szent-Györgyi por Progresso em Pesquisa do Câncer[7]
- 2012 AACR Award for Lifetime Achievement in Cancer Research da American Association for Cancer Research (AACR)[8]
- Cinco doutorados honoris causa